# Покровский собор (Самара)
Собор Покрова Пресвятой Богородицы (Покровский собор) ― православный храм в Самаре, кафедральный собор Самарской митрополии и епархии Русской православной церкви. Построен в 1861 году.

## История

### XIX век
Место Покровского собора в начале XIX века располагалось вдали от города. В 1805 году тут было открыто кладбище, где стояла деревянная церковь Святого Иоанна Предтечи с приделом, освящённым в честь Воздвижения Креста Господня. По ходу застройки города жилые кварталы постепенно приблизились к кладбищу, количество прихожан возросло, а Предтеченская церковь стала ветхой и перестала удовлетворять потребностям верующих.
По почину купцов Шихобаловых — Антона, Емельяна и Матвея — граждане местных кварталов в 1853 году обратились к Самарскому епископу — преосвященному Евсевию (Орлинскому) — с ходатайством о разрешении постройки вместо деревянной церкви нового и более крупного каменного храма на собственные пожертвования.
Ходатайство вскоре было удовлетворено и епископ Евсевий, с разрешения самарского губернатора, направил в 1854 году в Санкт-Петербург проект церкви, разработанный губернским архитектором А. И. Майснером. Однако данный проект не был утвержден и вместо него в 1857 году был прислан проект петербургского архитектора Эрнеста Жибера, который и был затем утверждён. Пока проект будущей церкви находился на согласовании, кладбищенской Предтеченской церкви был дарован статус приходской, а городское кладбище в 1857 году было закрыто.
На строительство храма купцы Антон и Емельян Шихобаловы пожертвовали 34 000 рублей, которые пошли на каменную кладку и основную внутреннюю отделку. Подготовительные работы по постройке храма были начаты в конце июля 1857 года, а 14 сентября 1857 года епископ Феофил (Надеждин) совершил закладку храма во время торжественной церемонии. В закладке участвовал и святой Иоанн Кронштадтский.
17 июля 1861 года епископ Феофилом совершил освящение главного престола во имя Покрова Пресвятой Богородицы. 12 ноября 1861 года был освящен правый придел во имя святителя Митрофана Воронежского.

### XX век
В 1906―1907 годах на средства купца Петра Ивановича Шихобалова с западной стороны храма был сделан симметричный пристрой, куда перевели канцелярию и ризницу, а над западным входом были устроены хоры.
После революции 1917 года в русской православной церкви произошёл раскол, связанный с появлением движения «обновленчества», которое активно поддерживалось советской властью. В Самарской епархии влияние обновленцев оказалось достаточно сильным, и они заняли ряд храмов, в том числе и Покровскую церковь, которая в 1930 году стала кафедральным храмом обновленческой Средне-Волжской митрополии. В 1920―1930-е годы в ходе учиненных властями репрессий против православной церкви и её служителей в городе из 55 православных храмов были закрыты, разрушены или разорены 54 храма. В период с 1938 по 1946 год в Самаре оставалась лишь одна действующая церковь — Покровская. 22 сентября 1937 года был арестован обновленческий митрополит Василий (Виноградов; расстрелян 8 февраля 1938), а через месяц — клир и староста Покровской церкви, после чего её приход «рассеялся», и спустя некоторое время храм вновь отошёл к Московской Патриархии.
В октябре 1939 года на штатное место приходского священника церкви был назначен архиепископ Андрей (Комаров). В начале 1941 года он стал её настоятелем, а в сентябре 1941 года ― правящим архиереем Куйбышевской епархии. Покровская церковь стала кафедральным собором Куйбышевской епархии и остаётся им поныне. 25 декабря 1941 года в соборе состоялась хиротония Питирима (Свиридова) во епископа Куйбышевского ― первая в годы Великой Отечественной войны архиерейская хиротония.
В военное время прихожане и священнослужители Покровского собора постоянно участвовали в сборе пожертвований. Ими были собраны средства на танковую колонну, названную в честь Дмитрия Донского. В хоре храма пели артисты эвакуированных в Куйбышев столичных театров, в том числе Большого: Иван Козловский, Максим Михайлов и другие известные певцы. Регентом хора был композитор Л. Ф. Другов.
В военные и послевоенные годы в Покровском соборе совершали архиерейские службы многие известные архипастыри, стоявшие во главе Куйбышевской епархии: архиепископ Алексий (Палицын), епископ Митрофан (Гутовский), похороненные в склепе притвора Покровского собора, митрополит Мануил (Лемешевский), гробница которого также находится в притворе собора, а также митрополит Иоанн (Снычев).
7 ноября 1977 года, во время демонстрации в честь шестидесятилетия Октябрьской революции некий злоумышленник бросил в алтарное окно Покровского собора бенгальский огонь (согласно другим источникам ― бутылку с зажигательной смесью). Это был выходной день, и в храме находилась одна монахиня Мария (Мандрыкина). От огня загорелся лак, покрывавший настенную живопись. Монахиня успела вызвать пожарных, но до их приезда погибла в дыму. Почти полностью была уничтожена роспись прошлого века, сравнительно невредимой оказалась лишь купольная икона Покрова Богородицы. Сохранились также иконы «Взыскание погибших», святителя Николая Можайского, святого благоверного князя Александра Невского и «Похвала Пресвятой Богородицы». Огонь дошёл до гробницы митрополита Мануила и остановился. Восстановление храма продолжалось в течение почти четырёх лет. Заново расписали храм местные художники и живописцы с Западной Украины.
В конце 1991 года во время производства земляных работ на участке полотна дороги улицы Братьев Коростелевых был вскрыт свод фамильного склепа купцов Шихобаловых. По распоряжению архиепископа Евсевия (Саввина) часть останков (насколько позволил раскоп) была извлечена, помещена в новый гроб и захоронена на Радоницу 1992 года на территории собора, с левой стороны (около крестильни).
В 1996 году шатровые покрытия кафедрального собора были украшены покрытием «под золото».

### XXI век
В 2014 году Министерство культуры РФ выделило деньги на реставрацию Покровского собора, но работа не была выполнена в срок. По плану реставрационные работы должны завершиться в 2024 году.

## Архитектура
Покровский собор выполнена в стиле московского храмового зодчества XVII века. Храм имеет традиционное русское пятиглавие с шатровой колокольней над входом и вмещает до двух тысяч человек.
В архивных документах начала XX века говорится о том, что наружные стены храма были украшены живописью, храм был покрыт белой английской жестью. Внутреннее убранство было весьма богатым. В 1876 году алтари были облицованы искусственным мрамором, стены покрывали фрески, выполненные художниками Криволуцким и Князевым (1909—1910 годы). Роспись Покровской церкви изначально была фряжская (от слова «фрязин» — итальянец), которая начала складываться в России со второй половины XVII века под влиянием художников Западной Европы. С XVIII века, после учреждения Академии художеств, эта манера получает название академической. От традиционной иконописи она отличается более точным воспроизведением натуры. Покровская церковь, как сообщали «Самарские епархиальные ведомости» в 1911 году, считалась «одной из лучших самарских церквей по своему благоукрашению». Внутреннее пространство церкви всегда отличалось особой роскошью. Так, алтарные помещения были отделаны искусственным мрамором, который в девятнадцатом веке стоил дороже, чем натуральный.